# Vättle tingslag
Vättle tingslag var mellan 1680 och 1928 ett tingslag i Älvsborgs län som omfattade Vättle härad. Tingsplats var i Lerum.
Tingslaget uppgick 1 januari 1928 i Vättle och Kullings tingslag.